# قلسانة
قَلْسَانَة أو قَلْشَانَة (بالإسبانية: Casinas, Arcos de la Frontera)‏ مدينة إسبانية تقع في منطقة الأندلس ذاتية الحكم بجنوب إسبانيا، قرب مدينة شذونة.